# Fase orbital

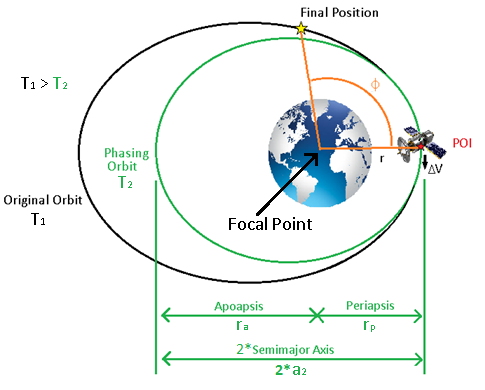
Si la nau espacial es troba darrere de la posició final de la mateixa òrbita, la nau espacial ha de reduir la velocitat per entrar en una òrbita de fase més petita i ràpida per aconseguir la posició final

En astrodinàmica la fase orbital és l'ajust de l'hora i la posició d'una nau espacial al llarg de la seva òrbita, generalment descrit com l'ajust de l'anomalia veritable de la nau espacial orbitant.
El tipus més bàsic de maniobra de la fase és simplement una transferència de Hohmann de doble impuls que pren la nau espacial lluny, i després de tornada, a la seva òrbita original, amb el període de l'òrbita de transferència escollida de tal manera que es pot especificar el temps en què la nau espacial torna a la seva òrbita original.
La fase orbital és necessari per a una aproximació amb èxit a una estació espacial com a maniobra d'acoblament. Llavors, dues naus espacials són en la mateixa òrbita però a diferents anomalies veritables de trobada per un o dos dels satèl·lits que entren en les trajectòries de posada en fase que causen que tornin a la seva òrbita original en la mateixa anomalia veritable al mateix temps.
Les maniobres de la fase també són comunament emprades pels satèl·lits geoestacionaris, ja sigui per dur a terme maniobres de manteniment en mantenir la seva òrbita sobre una latitud específica, o per canviar la latitud completament.